# Olocau del Rey
Olocau del Rey (em castelhano e oficialmente) ou Olocau del Rei (em valenciano) é um município da Espanha na província de Castelló, Comunidade Valenciana. Tem 44 km² de área e em 2021 tinha 117 habitantes (densidade: 2,7 hab./km²).

## Demografia
| Variação demográfica do município entre 1991 e 2004 | Variação demográfica do município entre 1991 e 2004 | Variação demográfica do município entre 1991 e 2004 | Variação demográfica do município entre 1991 e 2004 |
| --------------------------------------------------- | --------------------------------------------------- | --------------------------------------------------- | --------------------------------------------------- |
| 1991                                                | 1996                                                | 2001                                                | 2004                                                |
| 162                                                 | 158                                                 | 138                                                 | 134                                                 |